# Демки (Іркліївський район)
Де́мки — село Мойсенської волості Золотоніського повіту Полтавської губернії.
Селище є на мапі 1787 року.
Станом на 1885 рік у селі нараховується 930 осіб, 141 двір, православна церква, постоялий будинок, 10 вітряних млинів.
За даними клірової книги Полтавської єпархії на 1902 рік:
Архистратиго-Михайлівська церква, дерев'яна, холодна, з такою ж дзвіницею, побудована в 1845 році; церковна сторожка; церковна бібліотека; церковно-приходська школа — поміщається у власному домі, у якому є і квартира для псаломщика; дім для квартири священика; землі церковної — старий погост в м. Іркліїв — 350 кв. саж., ружної 34 1/2 дес., у тому числі садибної 1, 1/2 дес.: грошового утримання на рік священику 160 рублів, псаломщику 36 рублів; церква від Консисторії в 205 верстах.

Прихожан 1277 осіб (в тому числі 604 чоловік і 673 жінок).

Священик Попов Микола Олександрович — в сані священика з 1882 року, скуфія з 1898 року.
Псаломщик Базилевський Іван Стефанович — на посаді з 1896 року.
Церковний староста козак Зубалій Василь Іванович.
Заштатний псаломщик Базилевський Стефан Григорович.
Найпоширеніші прізвища у с. Демки на межі ХІХ -ХХ століть: Олексієнко, Артющенко, Війт, Галаган, Грицай, Діденко, Ємець, Жицький, Зубалій, Ільєнко, Кабан, Калениченко, Конак, Клигач, Коваль, Конюший, Любчич, Євтушевський, Павленко, Сахно, Скиба, Фінашкін, Чуприна, Шевченко, Яковенко.
З 27 лютого 1932 року село належить до Іркліївського району в складі Київської, з 22 вересня 1937 року Полтавської, з 7 січня 1954 року у складі новоствореної Черкаської області.
В 1960 році переселено в новостворене село Придніпровське Чорнобаївського району Черкаської області у зв'язку з затопленням чаші Кременчуцького водосховища.